# Boutoute
Boutoute est un village du Sénégal situé en Basse-Casamance, au sud-est de Ziguinchor. Il fait partie de la communauté rurale de Niaguis, dans l'arrondissement de Niaguis, le département de Ziguinchor et la région de Ziguinchor.
Lors du dernier recensement (2002), la localité comptait 1 135 personnes et 158 ménages.